# Коркодым, Владимир Николаевич
Влади́мир Никола́евич Коркоды́м (12 февраля 1940, Владивосток, Приморский край, РСФСР, СССР — 14 июня 2025, Москва) — российский живописец. Заслуженный художник России. Член Союза художников СССР (1980).
В 1961 году окончил Художественное училище во Владивостоке. В 1970 году окончил Московский художественный институт им. В. И. Сурикова (мастерская А. М. Грицая, Д. Д. Жилинского и С. Н. Шильникова). Некоторое время преподавал в Полиграфическом институте. Выставлялся на многочисленных республиканских, всесоюзных и групповых выставках. Проживал и работал сначала на территории Вологодской области, на данный момент проживает и работает в с. Павловское Архангельской области. Имеет квартиру и студию в Москве.
Творчество В. Н. Коркодыма представлено работами в Государственной Третьяковской Галерее, в различных музеях страны, в частных отечественных и зарубежных собраниях.
Умер 14 июня 2025 года в возрасте 85 лет.